# Dendropanax punctatus
Dendropanax punctatus är en araliaväxtart som beskrevs av M.J.Cannon och Cannon. Dendropanax punctatus ingår i släktet Dendropanax och familjen Araliaceae. Inga underarter finns listade.